# Katsuhiro Kusaki
Katsuhiro Kusaki (草木 克洋, Kusaki Katsuhiro) est un footballeur japonais né le 12 avril 1962 dans la préfecture de Kyoto au Japon.